# Drop a Gem on ’em
Drop a Gem on 'em – singel promocyjny amerykańskiego zespołu hip-hopowego Mobb Deep. Utwór pochodzi z albumu Hell on Earth z roku 1996.
Singiel był kontrowersyjny, gdyż zawierał obraźliwe teksty w stronę rapera Tupaca. Piosenka została nagrana przed śmiercią tego drugiego, ale wydana po śmierci. Przed tą tragedią, między Mobb Deep a Tupakiem utworzył się tzw. beef. Kolejnym krokiem w tej niemiłej sytuacji, jest zwrócenie uwagi na grupę Mobb Deep czy nie jest zamieszana w morderstwo Tupaca.